# Abbaye de Fitero
L'abbaye de Fitero, appelée en espagnol monasterio de Santa María la Real ou Santa María de Nienzebas ou encore Niencebas, est un ancien monastère fondé par l'ordre cistercien, actif de 1140 à 1835.
Ce monastère est d'abord implanté à Niencebas, aux pieds de la sierra de Yerga, dans la commune moderne d'Alfaro (communauté autonome de La Rioja) ; à cet emplacement ne figurent en 2020 plus que des ruines. Il est par la suite reconstruit sur le bord de la rivière Alhama, affluent de l'Èbre, dans la ville de Fitero, en Navarre (Espagne),.
Son architecture est caractéristique de la période de transition du roman au gothique dans les abbayes cisterciennes. 

## Histoire
L'abbaye de Fitero est fondée par saint Raymond de Fitero et d'autres moines cisterciens issus de l'abbaye de l'Escaladieu (aujourd'hui située dans le département de Hautes-Pyrénées, en France) qui s'installent d'abord à Niencebas, village aujourd'hui abandonné situé aujourd'hui sur le territoire de la commune d'Alfaro (communauté autonome de La Rioja), voisine de Fitero, qui se trouve en Navarre. En 1140, ils reçoivent une donation du roi de León et Castille Alphonse VII ; l'évêque de Calahorra Sancho de Funes donne la bénédiction abbatiale à Raymond et consacre l'autel d'une église provisoire située à Niencebas. Mais en 1152, le même évêque bénit le cimetière du monastère (alors appelé abbaye de Castellón), qui se trouve à l'emplacement définitif de l'abbaye, à Fitero, à environ huit kilomètres de distance de Niencebas. 
En janvier 1158, Raymond répond à l'appel du roi de Castille Sanche III (fils d'Alphonse VII) qui tient sa cour à Almazán, et le roi attribue à l'abbaye et à l'ordre cistercien la place forte de Calatrava la Vieja, pour qu'il aide ses propres troupes à la défendre. Raymond envoie les moines valides former une milice cistercienne qu'il implante à Calatrava, et qui est à l'origine de l'ordre militaire de Calatrava. 
En 1159, l'évêque de Tarazona fait piller le monastère et en chasse les moines qui y étaient restés. Un nouveau groupe de moines envoyé par l'abbaye de l'Escaladieu, avec pour abbé Guillaume (Guillermo dans les sources espagnoles), arrive à Fitero en 1161. Raymond, soutenu par le roi Alphonse VIII, aurait tenté en vain de reprendre le contrôle de l'abbaye, mais les faits ne sont pas établis avec certitude ; il est possible que Guillaume ait été nommé prieur par Raymond lui-même en son absence. En septembre 1162, le pape Alexandre III confirme les possessions de l'abbaye de Fitero, sans y inclure Calatrava. 
La construction d'une nouvelle église abbatiale commence au cours du dernier quart du XIIe siècle et s'achève en 1247, notamment grâce au soutien financier de l'archevêque de Tolède Rodrigo Jiménez de Rada. Une bulle du pape Innocent IV accorde des indulgences à ce que visiteraient l'église abbatiale le jour anniversaire de sa dédicace. Aux XIIIe et XIVe siècles, l'abbaye fait l'objet de tensions entre Castille et Navarre, qui se le disputent. En 1336, une bulle du pape Benoît XII met en place un mécanisme d'arbitrage, qui reste indécis. Finalement, en 1372, la Castille et la Navarre acceptent de s'en remettre à l'arbitrage du pape et du roi de France, qui nomment arbitre le cardinal Guy de Boulogne, qui facilite en 1373 la conclusion d'un traité matrimonial (union de Charles de Navarre avec l'infante Eléonore de Castille) et attribue l'abbaye à la Navarre. 
Au XVIe siècle, l'abbaye doit défendre son immunité de juridiction face à l'évêque de Tarazona. En 1616, il est rattaché à la congrégation d'Aragon de l'ordre cistercien. Le dernier abbé perpétuel meurt en 1643, par la suite et jusqu'à la fin de la monastique les abbés sont nommés pour quatre ans. 
La vie monastique cesse en 1835, peu avant le deuxième désamortissement lancé par Mendizábal. L'église cesse d'être abbatiale (elle servait déjà d'église paroissiale depuis le XVIe siècle), et le reste des bâtiments sont acquis par différents propriétaires privés. 
L'abbaye est classée comme monument historique et artistique par le décret du 3 juin 1931 ; elle est aujourd'hui considérée comme un bien d'intérêt culturel.

## Liste des abbés et supérieurs de l'abbaye
À partir de 1644, l'abbaye de Fitero, comme celles de La Oliva, Iranzu ou Leyre, ont des abbés élus pour quatre ans et non plus à perpétuité
- Durando, le fondateur (qui n'est pas abbé), en 1140
- Raymond ou Raimundo attesté en 1140 et 1158, probablement abbé jusqu'en 1161 ou 1162)
- Guillermo (de 1161 à 1182)
- Marino, de 1183 à 1184)
- Pedro Quesada, de 1187 à 1189
- Hermenio (ou Arminio) attesté en 1198-1199, avec Guillermo de Gayano, de 1198 à 1207
- García, attesté en 1211
- Mauricio (ou Maurino ou Martín), de 1212 à 1213
- Guillermo Fuertes, de 1214 à 1238
- Bernardo, de 1246 à 1250
- Guillermo, attesté en 1262
- Arnaldo, attesté en 1266 et 1278
- Rodrigo Pérez de Gaceto, attesté en 1285 et 1294
- Miguel de Pamplona, attesté en 1292 et 1296
- Juan de Epila, attesté en 1309
- Guillén de Montpesat, attesté en 1312
- Rodrigo de Cervera, attesté en 1328 et 1329
- Sancho Fernández de Maniero, vers 1336
- Juan de Mengaut, attesté en 1342 et 1347
- García de Cervera, attesté en 1366 et 1380
- Juan de Estella, attesté en 1382 et 1405
- Hernando de Abárzuza, en 1406 ?
- Juan de Añón, attesté en 1407 et 1410
- Beltrán de Falces, de 1410 à 1411
- Miguel de Gallipienzo, de 1411 à 1419
- Fernando de Sarasa de 1419 à 1426
- García Márquez, attesté en 1439
- Miguel Benedicto, attesté en 1442
- Juan de Peralta, attesté en 1443 et 1451
- Pedro Grez, attesté en 1455
- Miguel de Magallón, attesté en 1465-1467
- Pedro Grez de Nuevo, déposé en 1474 et rétabli en 1476
- Gonzalo de Esplugues, en conflit avec le précédent entre 1474 et 1480
- Juan de Marcilla, en 1476
- Miguel de Peralta, de 1480 à 1503
- Juan de Vera, élu en 1503
- Martín de Egüés I, premier abbé commendataire, de 1503 à 1540
- Martín de Egüés II, deuxième abbé commendataire, de 1540 à 1580
- Luis Alvarez de Solís, abbé régulier, de 1582 à 1585
- Marcos de Villalba, attesté en 1590 et 1591
- Ignacio Fermín de Ibero, de 1592 à 1612
- Felipe de Tassis, de 1614-1615
- Hernando de Andrade, de 1615 à 1624
- Plácido de Corral y Guzmán, de 1625 à 1643
- Atanasio de Cucho, de 1644 à 1648
- Pedro Jalón, de 1648 à 1652
- Benito López, de 1652 à 1656
- Fernando de Ferradillas, de 1656 à 1659
- Bernardo de Erviti, de 1659 à 1664
- Francisco Fernández, de 1664 à 1668
- Manuel del Pueyo, de 1669 à 1672
- Jorge de Alcat, de 1672 à 1676
- Bernardo de Erviti, de 1676 à 1680
- Clemente de Oñate, de 1680 à 1684
- Ildefonso de Balanza, de 1684 à 1688
- Bernardo Martínez de Artieda, de 1688 à 1692
- Fermín José de Areizaga, de 1692 à 1696
- Angel Ibáñez, de 1696 à 1700
- Ignacio de Ostabat, de 1700 à 1704
- Angel Ibáñez,de 1704 à 1708
- Bernardo Martínez de Artieda, de 1709-1712
- Nicolás de Ardanaz, de 1712 à 1716
- Angel Ibáñez, de 1716 à 1720
- Joaquín de Arregui, de 1720 à 1724
- Antonio de Acedo, de 1724 à 1728
- Ignacio de Hoyos y Beroiz, de 1728 à 1733
- Saturnino Arriaga, de 1733 à 1736
- Manuel de Calatayud y Amasa, de 1736 à 1740
- Nicolás Lezaun, de 1740 à 1744
- Joaquín Salvador, de 1744 à 1749
- Bartolomé Ovejas, de 1749 à 1752
- Manuel de Calatayud y Amasa, de 1752 à 1756
- Bartolomé Ovejas, de 1756 à 1760
- Adriano González de Jate, de 1760 à 1764
- Alberico Echandi, de 1764 à 1768
- Adriano González de Jate, de 1768 à 1772
- José Vera, de 1772 à 1776
- Alberico Echandi, de 1776 à 1780
- José Vera, de 1781 à 1784
- Fernando de Ortega, de 1784 à 1788
- Bartolomé Ramírez de Arellano, de 1788 à 1792
- Bernardo Arriaga, de 1792 à 1795
- Jerónimo Bayona, de 1795 à 1796
- Blas Diez, de 1796 à 1800
- Martín Lapedriza, de 1800 à 1804
- Jerónimo Bayona, de 1804 à 1808
- Norberto Valle, président de 1808 à 1815
- Roberto Aysa, président de 1815 à 1819
- Bartolomé Oteiza, de 1819 à 1826
- Martín Lapedriza, de 1826 à 1830
- Bartolomé Oteiza, de 1830 à 1834
- Esteban Cenzano, prieur en 1835[11]

## Architecture

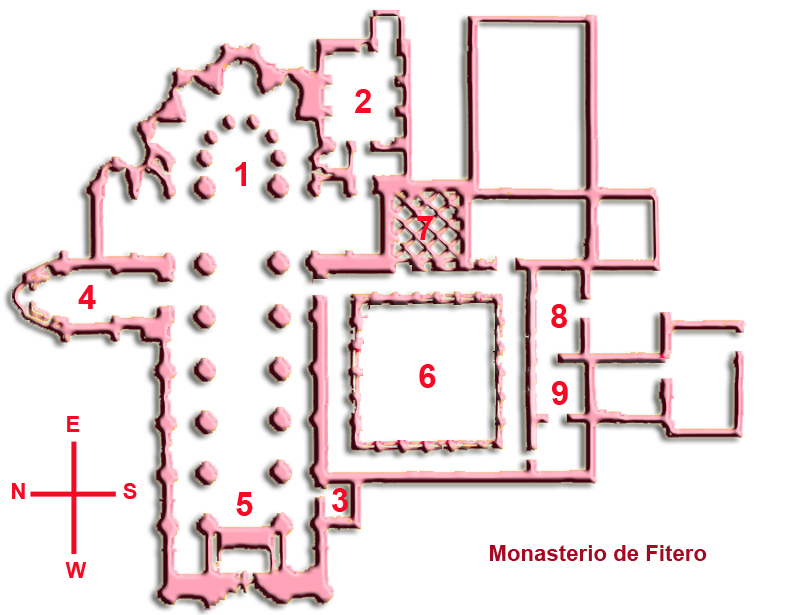
Plan de l'ensemble abbatial :
(1) Chapelle principale.
(2) Sacristie.
(3) Chapelle baptismale.
(4) Chapelle de la Vierge de la Barda.
(5) Chœur.
(6) Cloître.
(7) Salle capitulaire.
(8) Réfectoire.
(9) Cuisine.

Du fait du rachat de terrains et de bâtiments par des propriétaires privés après la fin de la vie monastique, l'abbaye est aujourd'hui insérée dans le village même de Fitero, et des maisons occupent certaines parties de l'ensemble abbatial, notamment du cloître. Subsiste néanmoins un grand espace ouvert du côté des absides et du portail principal de l'église. 

### L'église

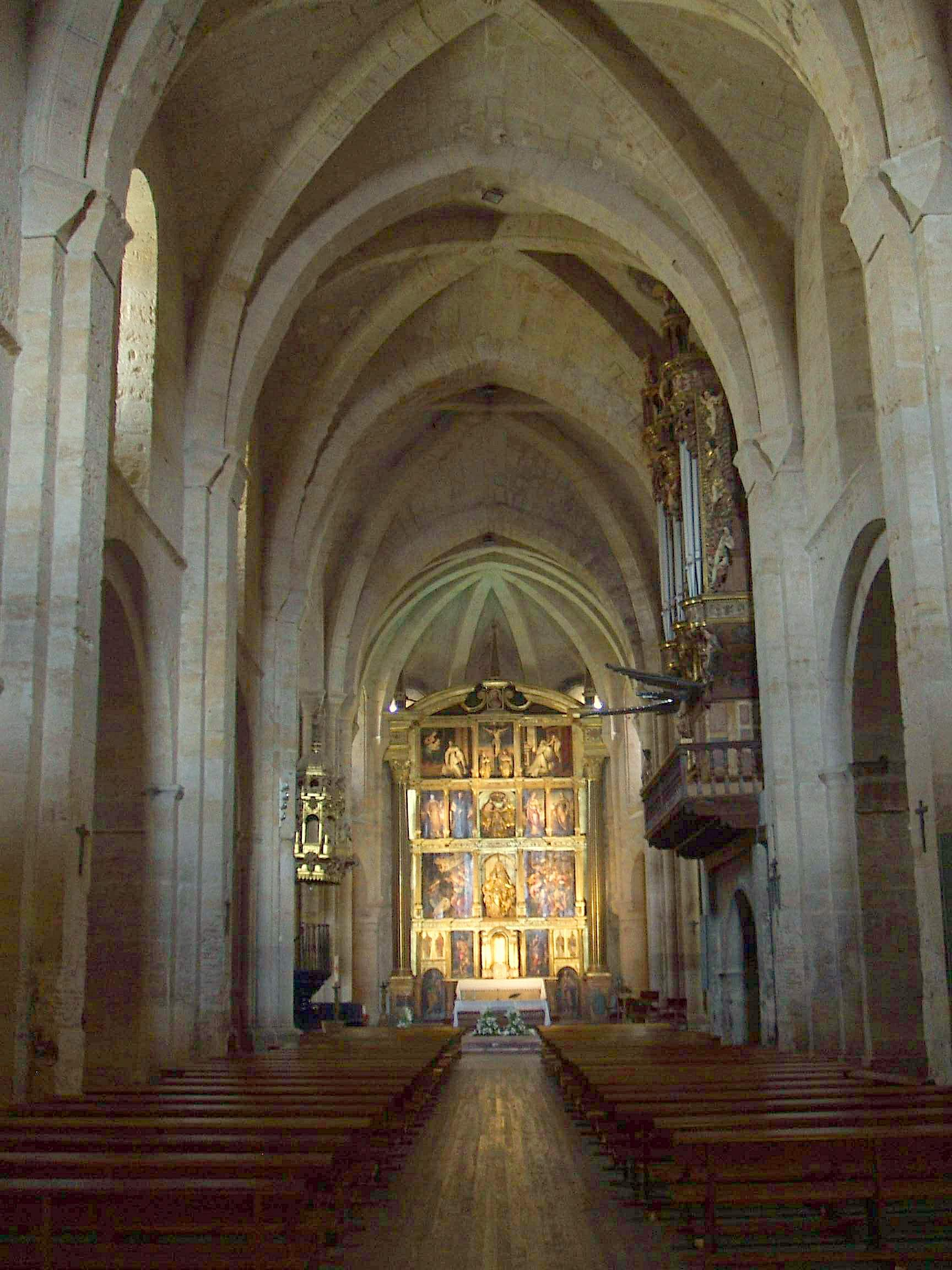
Vue de l'intérieur de l'église depuis la nef vers le chœur.

L'église est en forme de croix latine, construite sur le même modèle que l'église de l'abbaye-mère (l'Escaladieu) : trois nefs à six pans, un transept bien différencié et un chœur avec un déambulatoire et cinq chapelles absidiales. Elle est soutenue par de grands piliers cruciformes, ornés de demi-colonnes doubles sur les faces et de colonnettes sur les angles. Elle est éclairée par de grandes fenêtres en plein cintre, tout le long de la nef centrale, au-dessus des nefs latérales. 
Les nefs sont couvertes de voûtes à nervures. Les voûtes des chapelles absidiales sont en quart de sphère, sans nervures - sauf celle de la chapelle centrale.
La chapelle principale est ornée d'un retable du XVIe siècle, dont les peintures ont été exécutées par Roland de Mois en 1590, et représentent notamment l'Épiphanie, l'Adoration des bergers, saint Jean le Baptiste et saint Jean l'Évangéliste. 
La sacristie, située entre un bras du transept et le déambulatoire, est de style baroque. De forme rectangulaire, elle est recouverte par une voûte en berceau. Des niches contiennent de grands meubles à tiroirs (également de style baroque, ornés de fleurons et de cornes d'abondance) où étaient conservés les vêtements liturgiques.
La chapelle baptismale a été ajoutée au XVIe siècle, quand l'abbatiale a dû servir d'église paroissiale et donc à l'administration des sacrements aux habitants de Fitero. Elle est située du côté ouest du cloître.
Le chœur a été largement reconstruit à la fin du XVIe siècle. Les stalles, simples et sans ornementation, réalisées par Esteban Ramos au XVIIe siècle, sont réparties sur deux rangées. 
Le trésor de l'église conserve notamment des vêtements liturgiques des XVIe et XVIIe siècles, donnés par différents abbés, et notamment un ensemble brodé du XVIIe siècle comprenant chasuble, chape et dalmatique, réalisé par la mère Graciosa de los Ángeles, une carmélite déchaussée de Pampelune. S'y trouvent également de nombreuses pièces d'orfèvrerie, dont les plus anciennes sont un coffret en ivoire à décor végétal réalisé dans le califat de Cordoue en 966, un autre coffret de l'époque almohade, un coffret roman en bois peint du XIIe siècle, et un coffret en cuivre émaillé du XIIIe attribué à un atelier proche de Silos.

### Le cloître

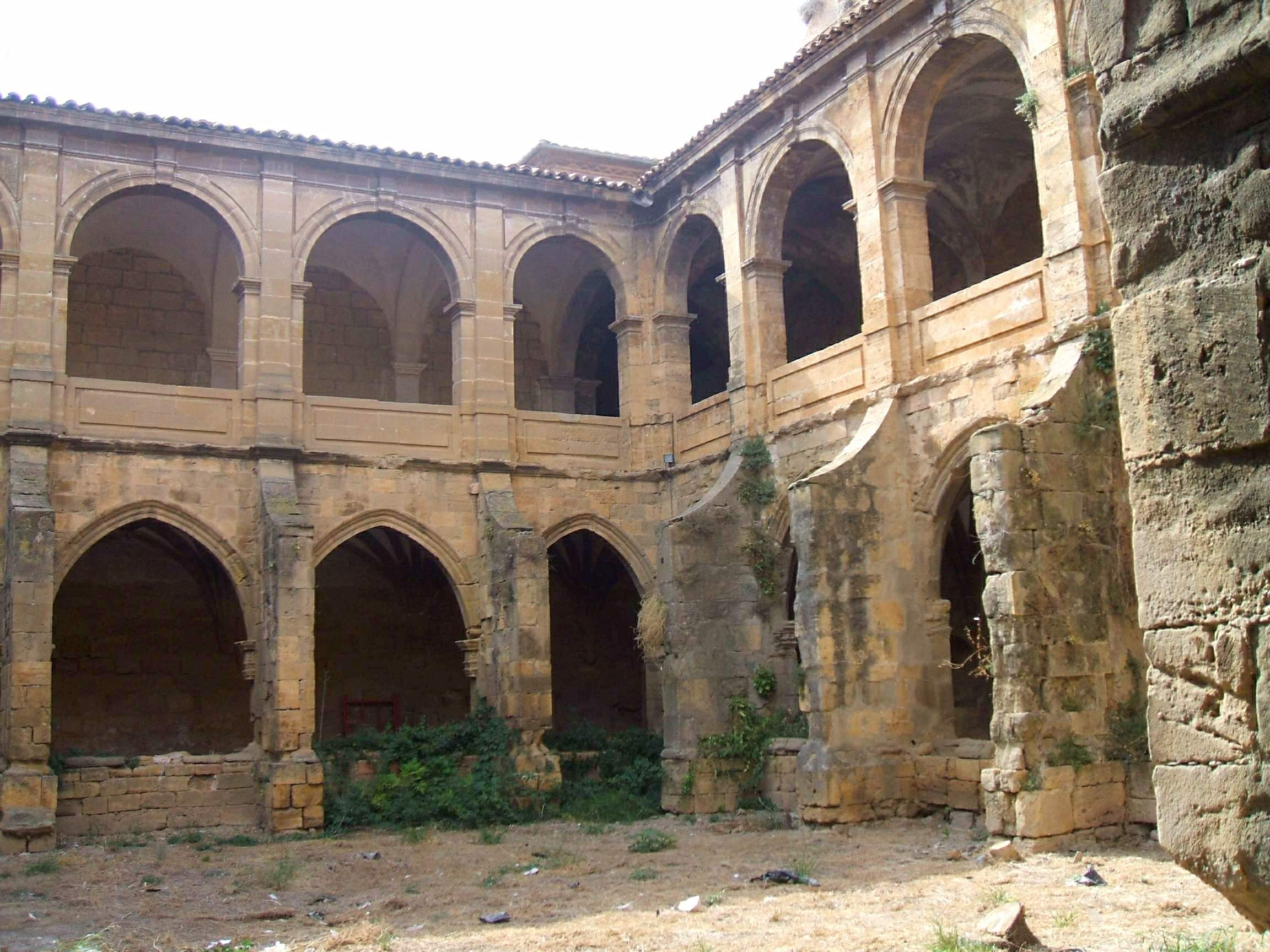
Le cloîte de l'abbaye de Fitero.

Le cloître est adossé au mur sud de l'église ; la porte qui communique avec l'église est ornée d'un chrisme. Les portes, les fenêtres et certaines parties datent de la fin du XIIe siècle et du début du XIIIe siècle, tandis que la galerie à portique et ses chapiteaux sont des œuvres plus tardives, remontant au XVIe siècle. 
La salle capitulaire jouxte la galerie est du cloître ; son mur nord est adjacent à l'extrémité sud du transept. C'est la partie la mieux conservée de l'ensemble ; de plan carré, elle est couverte de voûte nervurées soutenues par quatre colonnes indépendantes, reposant elles-mêmes sur un piédestal. On y accède depuis la galerie est par une large porte romane à trois arcs simples soutenus par des colonnes courtes reposant elles-mêmes sur un piédestal. Il y a des fenêtres des deux côtés de la porte. Du côté est, trois anciennes fenêtres, aujourd'hui fermées, ouvraient sur le jardin et servaient à éclairer la pièce. Le dortoir des moines se trouvait au-dessus de la salle capitulaire.
Le réfectoire est conservé mais sans la toiture d'origine, les murs ayant été surélevés au XVIIe siècle pour construire un autre étage où se trouvait la bibliothèque. Deux portes, mènent, l'une vers la galerie, l'autre vers la cuisine. 
De l'ancienne construction subsiste également la porte reliant le couloir dit des convers à l'église, qui fait maintenant partie de la chapelle baptismale. Ce couloir s'étendait le long de la galerie ouest, et l'espace où il se trouvait est aujourd'hui occupé par des habitations privées.